# トーマス・ヴィクストロム
トーマス・ヴィクストロム（Thomas Vikström,1969年 - ）は、スウェーデン出身のヘヴィ・メタル歌手、テノール歌手である。
ヘヴィ・メタル歌手としてシンフォニック・メタル・バンド：THERION、パワー・メタル・バンド：STORMWIND、ドゥーム・メタル・バンド：CANDLEMASS、テノール歌手として、フォルクオペラ歌劇場、スウェーデン王立歌劇場、マルメ歌劇場を中心にスウェーデンのオペラ界で活躍。多彩な歌唱技巧と表現力で各音楽ジャンルでプロ・キャリアを持つことから、スウェーデンでは“ヴォーカル・マスター”の異名を持つ。透明感のある美声の持ち主であると同時に、驚異的な声域と声楽由来の声量を活かした超絶的なハイトーン・ヴォーカルが特徴。オペラ歌手としての経験を持つ類稀なヘヴィ・メタル歌手でもある。2007年にはTHERIONのメンバーとして初来日し、ヘヴィ・メタル・フェスティヴァル：LOUD PARKで強烈なヴォーカルを披露。2011年7月にはNHK BSプレミアムの音楽番組『AMAZING VOICE 驚異の歌声』で特集され、発声を完全に使い分けながらヘヴィ・メタル、ロック、オペラ、ミュージカル、ブルーズ、ジャズ等を歌いこなす圧倒的な歌唱力と表現力で大きな反響を呼んだ。また同番組で、「ロックにはルーツとしてのブルースがあるが、オペラにはブルースがない」との名言も残した。

## 来歴
幼少期から父親でありスウェーデンの名テノール歌手：スヴェン・エリク・ヴィクストロムの舞台を最前列で鑑賞してツアーにも同行しながらオペラに親しむ。7歳の頃にKISSとALICE COOPERに影響を受けてバンド活動も始めて、15歳でロック・バンド：BASTARDで歌う。同時にオペラ歌手になるために声楽をスヴェン・エリク・ヴィクストロムに師事。1987年に、後にAOR界で活躍するトミー・デナンダーとロック・バンド：TALK OF THE TOWNを結成。メジャー・デビュー曲：Free Like An Eagleのスウェーデンでの大ヒットを受けて1988年にデビュー・アルバムをリリース。その一方で、1990年にスウェーデンのオペラ：『はだしの生活』（原題：Barfotaliv）の主役からフォルクオペラ歌劇場のテノール歌手としてデビューし、オペラ歌手のキャリアをスタートさせる。また、キーボーディストとバック・ボーカリストとしてヘヴィ・メタル・バンド：TALISMANのツアーに参加。1991年にはオペラ：『ホフマン物語』のホフマン役に抜擢される。1992年からドゥーム・メタルの重鎮：CANDLEMASSにメサイア・マーコリンの後任として加入する。1994年にはポップス路線のソロ・アルバムをリリースする。ディズニーの北欧版アニメの歌手を務める。その後、ミュージカル・キャリアに伴いスウェーデンの名優：ステファン・サウクに演技を師事。1997年後半から1998年12月にかけてミュージカル：『ミス・サイゴン』のジョン役、2013-14年は『ロック・オブ・エイジズ』でジョーイ役を演じている。以降、オペラ歌手、ヘヴィ・メタル歌手を両立しながら国内外で活躍。2009年にはシンフォニック・メタル・バンド：THERIONにバンド初となるボーカルの正式メンバー(セリオン活動初期はクリストフェル・ユンソンがボーカルを兼務していた)になった。2016年からはスペインのMOON WORLD RECORDSが主催するライブショー『Symphonic Rhapsody of Queen』でメインボーカル４人のうちの一人として参加している。

## 人物・エピソード
- 4オクターヴの声域を持つ。テノール歌手としての実声最高音はD5で、レコーディングではSTORMWINDの"Assassin Of Honour"におけるC♯7である。
- メインで在籍するセリオンにおけるヴォーカル・スタイルは、伸びやかでパワフルなハイトーン・ヴォーカルからロニー・ジェイムス・ディオに通じるコブシを効かせた中音域、最高でハイDに達する強靭なスピント・テノール、そして低く濁ったデスヴォイス、バス／テノール・コーラスに至るまで多岐に渡る。アルバム・クレジットではLead vocals，solo tenor，backing vocals，bass/tenor choir overdubsと記載される。
- セッション・シンガーとして国内外の多くのアーティストから依頼が来る。「スウェーデンでセッション・シンガーと言えば俺とマッツ・レヴィン（元イングヴェイ・マルムスティーン）が代名詞みたいなものなんだ」と語っている。
- 歌以外でも、ギター、ベース、キーボード、ドラム、フルートも演奏する
- 身長178cm。社交的な性格で「人と会ったり話をしたりするのが好き」と言う。変質者を撃退して表彰されたことがある。
- 音楽以外の趣味は、釣、映画、アイスホッケー、ボート、絵画である。

## 主なオペラ／ミュージカル舞台
- はだしの生活（アントン役）
- ホフマン物語（ホフマン役）
- ミス・サイゴン（ジョン役）
- フル・モンティ（デイヴ役）
- ノー・マンズ・ランド - Memories from Bosnia（マリヨ役）
- ロック・オブ・エイジズ - （ジョーイ役）
- Symphonic Rhapsody of Queen（2012、2016-）

## 日本のテレビ出演
- NHK BSプレミアム『AMAZING VOICE 驚異の歌声』 - オペラとメタルの肉体関係（2011年7月21日午後9:00～9:57）

2014年に発売のTHERIONのDVD「Adulruna rediviva and beyond」のボーナスディスクに収録されている。
- NHK Eテレ『ららら♪クラシック』- メタル loves クラシック?!（2021年01月15日午後9:00～午後9:30）

『AMAZING VOICE 驚異の歌声』で撮影された動画の一部の再利用と最新のコメントが紹介された。

## 主なバンド／プロジェクト作品
- TALK OF THE TOWN - Talk Of The Town (1988)
- CANDLEMASS - Chapter VI (1992)
- CANDLEMASS - Sjunger Sigge Furst (EP,1993)
- THOMAS VIKSTRÖM - If I Could Fly (1994)
- BRAZEN ABBOT - Live and Learn (1995)
- BRAZEN ABBOT - Eye of the Storm (1996)
- BRAZEN ABBOT - Bad Religion (1997)
- STORMWIND - Stargate (1998)
- STORMWIND - Heaven Can Wait (1999)
- STORMWIND - Resurrection (2000)
- TALK OF THE TOWN - The Ways Of The World (2000)
- STORMWIND - Reflections (2001)
- STORMWIND - Rising Symphony (2003)
- STORMWIND - Legacy (Live) (2004)
- DARK ILLUSION - For Just Another Night (EP, 2003)
- SILENT MEMORIAL - Cosmic Handball (2004)
- Divinefire - GLORY THY NAME (2004)
- UNITED - Where Is The Fire　スマトラ地震チャリティ企画（2005）
- Divinefire - HERO (2005)
- DARK ILLUSION - Beyond The Shadows (2005)
- SPEEDY GONZALES - Electric Stalker
- DEACON STREET - II (2006)
- RADIO ACTIVE - Taken (2006)
- 7 DAYS - The Weight Of The World (2006)
- MEHIDA - Blood & Water (2007)
- CANDLEMASS - 20th Anniversary Party (2007)
- Live at Wacken 2007 (2007)
- COVERED CALL - Money never sleeps (2009)
- CRASH THE SYSTEM - The Crowning (2009)
- DARK ILLUSION - Where the Eagles Fly (2009)
- MEHIDA - THE EMINENT STORM（2009）
- THERION - Sitra Ahra (2010)
- 7 DAYS - Into Forever (2010)
- TOMMY VITALY - Just Me (2011)
- STEEL SEAL - Redemption Denied (2011)
- THERION - Les Fleurs Du Mal (2012)
- THERION - Adulruna rediviva and beyond（2014）
- Therion - Garden of Evil (2015)
- THERION – Beloved Antichrist (2018)
- Legado de una Tragedia – El secreto de los Templarios (2019)
- THERION – Leviathan（2021）

## ギャラリー

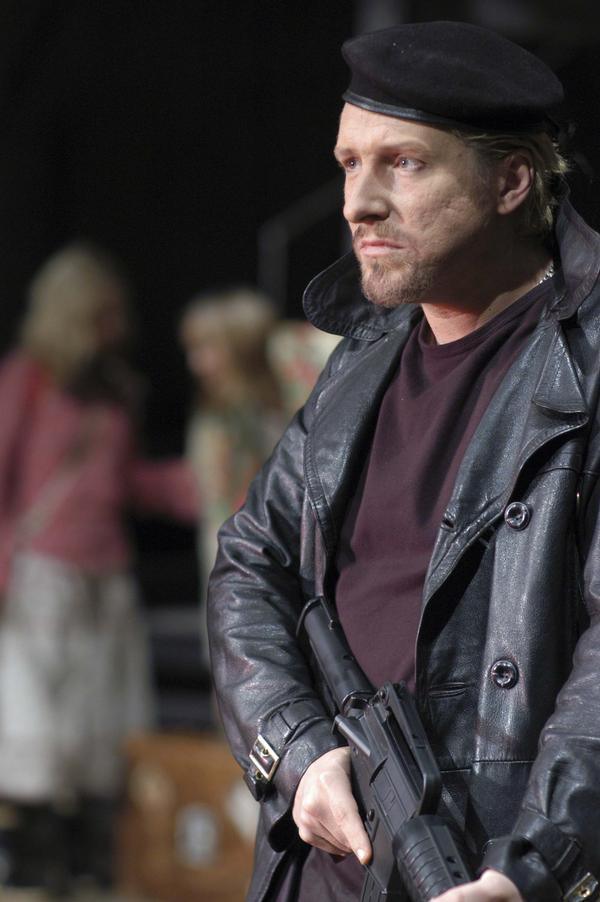
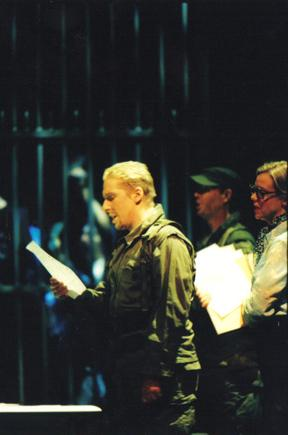
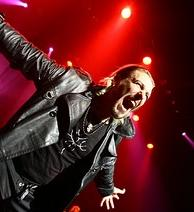